# Фріц Лондон
Фріц Вольфганг Лондон (нім. Fritz Wolfgang London; 7 березня 1900 — 30 березня 1954) — німецький та американський фізик-теоретик, відомий своїм внеском в теорію ковалентного зв'язку, дисперсійних сил міжмолекулярної взаємодії та теорію надпровідності.

## Біографія
Лондон народився в Бреслау (тепер Вроцлав) у єврейській родині. Він працював у Берлінському університеті до 1933 року, але втратив посаду після прийняття нацистами закону про расову чистоту державних службовців. Він переїхав до Англії, Франції, а 1939 року емігрував до США. 1945 року він став натуралізованим громадянином Сполучених Штатів. В останні роки життя він працював у Дюкському університеті. 1953 року його було нагороджено медаллю Лоренца.

## Наукові досягнення
На початку кар'єри Фріц Лондон працював із Вальтером Гайтлером над теорією хімічного зв'язку. 1927 року їм вдалося побудувати квантово-механічну теорію молекули водню, яка стала класичною. Запропоноване ними наближення Гайтлера-Лондона стало основою розрахунків у квантовій хімії.
Лондону вдалося також пояснити природу притягання нейтральних молекул на великій віддалі через взаємодію взаємно наведених миттєвих дипольних моментів та відштовхування молекул на малих відстанях через принцип Паулі. Виведені ним сил є основою квантового пояснення Ван дер Ваальсової взаємодії.
Разом із братом Гайнцом Фріц Лондон запропонував рівняння Лондонів, що описує закон спадання напруженості магнітного поля в надпровіднику й дозволяє описати ефект Мейснера.

## Вшанування пам'яті
Дюкський університет заснував 1956 року серію меморіальних лекцій, присвячених пам'яті Фріца Лондона. 1972 року Джон Бардін організував фонд, який вручає премію імені Фріца Лондона в галузі низькотемпературної фізики та сприяє проведенню меморіальних лекцій.

## Виноски
1. 1 2  London, Fritz - Deutsche Biographie
2. ↑  doi:10.1007/BF01397394
Нема шаблону {{Cite doi/10.1007/BF01397394}}.заповнити вручну